# 犁齒線棘四齒鰧
犁齒線棘細齒鰧，為輻鰭魚綱鱸形目鱷鱚亞目叉齒鱚科的其中一種，分布於全球各大洋，屬深海魚類，棲息深度在水深1500公尺，本魚背鰭硬棘10至12枚；背鰭軟條24至26枚；臀鰭硬棘1枚；臀鰭軟條24至27枚，體長可達22.7公分。